# Bram Stoker's Dracula's Curse
Bram Stoker's Dracula's Curse is een Amerikaanse film uit 2006 van The Asylum met Thomas Downey.

## Verhaal
Een team van vooraanstaande vampierenjagers ("The Nine"), onder leiding van kolonel Rufus King en Jacob van Helsing, infiltreert de donkere onderwereld om op zoek te gaan naar de wrede barones Bathorly.

## Rolverdeling
| Acteur              | Personage         |
| ------------------- | ----------------- |
| Thomas Downey       | Rufus King        |
| Eliza Swenson       | Gracie Johannsen  |
| Rhett Giles         | Jacob Van Helsing |
| Christina Rosenberg | Countess Bathorly |
| Jeff Denton         | Rafe              |